# Craugastor emcelae
Craugastor emcelae är en groddjursart som först beskrevs av Lynch 1985.  Craugastor emcelae ingår i släktet Craugastor och familjen Craugastoridae. IUCN kategoriserar arten globalt som akut hotad. Inga underarter finns listade i Catalogue of Life.